# Palpung Europe

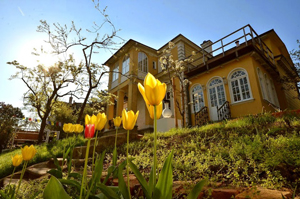
Palpung Europe Stadtinstitut des Europäischen Sitzes der Palpung Linie

Palpung Europe (wylie: dpal spungs ye shes chos 'khor gling དཔལ་སྤུངས་ཡེ་ཤེས་ཆོས་འཁོར་གླིང་།) im vollen Namen Palpung Yeshe Chökhor Ling Europe ist der Europäische Sitz der Palpung Linie S. H. Chamgon Kenting Tai Situ Rinpoches, welcher von Chöje Lama Palmo etabliert wurde und unter ihrer Leitung steht. Das Stadtinstitut befindet sich im Wienerwald in Purkersdorf, das Landinstitut im Dreiländereck Österreich, Deutschland und Tschechien im Böhmerwald in Langschlag.
Palpung Europe sind buddhistische Institute und Praxisgemeinschaften der Marpa Kagyu Tradition und Palpung Linie des Vajrayana. Der Klösterliche Sitz Palpung Sherab Ling in H. P., Indien ist der Sitz der Palpung-Kongregation außerhalb von Tibet, ihr höchstes Oberhaupt Chamgon Kenting Tai Situ Rinpoche, jetzt in seiner 12. Inkarnation, ist der Wurzellehrer des 17. Gyalwa Karmapa, Orgyen Thrinle Dorje.

## Entstehung
1997 gab Chamgon Kenting Tai Situ Rinpoche den ursprünglichen Namen. 2004, nachdem Chöje Lama Palmo ihre Dreijahresklausur in Karma Triyana Dharmachakra in USA unter Khenpo Karthar Rinpoche absolviert hatte, wurde sie auf Bitte von Personen von Chamgon Tai Situ Rinpoche nach Österreich geschickt. Zuerst war das Zentrum in einer Mietwohnung untergebracht, bis schließlich im Dezember 2009 ein Haus in Purkersdorf  und 2014 ein bäuerliches Anwesen in Langschlag erworben werden konnte.
Die Aktivitäten sind der Erhaltung der Linie Buddha Shakyamunis gewidmet und, um Frieden und Harmonie in die Welt zu bringen. S. H. Dalai Lama und S. H. Karmapa erteilten am 8. März 2006 ihren persönlichen Segen. Interreligion im Sinne der Rime-Bewegung ist ein wichtiges Anliegen.

## Publikationen
- 12th Chamgon Kenting Tai Situ Rinpoche: Tilopa - Einblicke in sein Leben Palpung Europe, 2017, ISBN 978-3-9504429-3-9.
- 12th Chamgon Kenting Tai Situ Rinpoche: Gampopoas grundlegende Unterweisungen Palpung Europe, 2017, ISBN 978-3-9504429-0-8.
- 12th Chamgon Kenting Tai Situ Rinpoche: Lobpreisungen und Huldigungen der 21 Taras Palpung Europe, 2017, ISBN 978-3-9504429-2-2.
- 12th Chamgon Kenting Tai Situ Rinpoche: Den Pfad bereisen Palpung Europe, 2017, ISBN 978-3-9504429-1-5.
- 12. Chamgon Kenting Tai Situ Rinpoche: Grundlage, Pfad und Ergebnis Palpung Europe, 2015, ISBN 978-3-200-03983-4.
- 12. Chamgon Kenting Tai Situ Rinpoche: Letztendlich vollkommen sein Palpung Europe, 2014, ISBN 978-3-200-03462-4.
- Gelongma Lama Palmo: The Himalayas and Beyond – Karma Kagyu Buddhism in India and Nepal Foreword by H. H. Dalai Lama, Palpung Yeshe Chökhor Ling Europe, 2009, ISBN 978-3-200-01476-3.